# Sindoropsis
Sindoropsis là một chi thực vật có hoa trong họ Đậu.